# Pavlovskij Posad
Pavlovskij Posad (ryska: Павловский Посад) är en stad i Moskva oblast i Ryssland. 
Staden har 65 800 invånare (2015).